# Consell regional Brenner
El Consell Regional Brenner (en hebreu: (מועצה אזורית ברנר) (Moatza Azorit Brenner), és un consell regional que es troba en el Districte Central d'Israel. El consell està situat en la planicie costanera de Shephelah, en les rodalies de Rejovot i Yavne. El consell va ser anomenat així en memòria de l'escriptor Yosef Haim Brenner, que fou assassinat durant uns alderulls a Jaffa en 1921. El Consell va ser creat en 1950, comptant amb un extensió de 36.000 dúnams. En 2007, en les sis comunitats que hi ha en el consell hi vivien aproximadament 6.000 habitants.

## Assentaments
| - Beit Elazari - Bnaya - Gibton | - Givat Brenner - Kevutzat Shiller - Kidron |